# Đồi Moran
Đồi Moran nằm ở khu vực trung tâm thủ đô Bình Nhưỡng của Triều Tiên. Đồi được biết đến với phong cảnh và đặc điểm kỳ thú, cũng như ý nghĩa chính trị của nó. Ngọn đồi có liên hệ với lịch sử hoạt động cách mạng của Chủ tịch Kim Nhật Thành, phu nhân Kim Chính Thục và lãnh tụ Kim Chính Nhật. Ở chân đồi, Kim Nhật Thành được cho là đưa ra một bài phát biểu công khai sau khi hồi hương.
Có nhiều kiến trúc hoành tràng nằm tại đồi Moran. Trong số đó có Khải Hoàn Môn, sân vận động Kim Nhật Thành, đài kỉ niệm nơi Chủ tịch Kim Nhật Thành đã tự tay viết bài nói chuyện của ông tại cuộc mít tinh chào đón ông trở về Bình Nhưỡng và các bức tranh tường kỉ niệm bài phát biểu đó. Ở chân đồi là di tích cách mạng Jonsung, nơi đã truyền đi "các thành tựu cách mạng" của Chủ tịch Kim Nhật Thành và di tích cách mạng Hungbu là nơi liên hệ với lịch sử của lãnh tụ Kim Chính Nhật, gồm có các khẩu hiệu trên cây được viết vào thời kỳ đấu tranh cách mạng chống Nhật.
Khu vực xung quanh ngọn đồi nay trở thành một điểm nghỉ ngơi, bao gồm nhà hát Moranbong, công viên Thanh niên Kaeson, rạp ngoài trời trong công viên Thanh niên, nhà hàng Moran, một thảo viên với các cây rừng và một sở thú nhỏ. Nhà hàng Okryu cũng nằm ở gần đồi.